# Bacsányi Paula
Bacsányi Paula, Bacsányi Paulina Erzsébet, névváltozat: Batsányi (Tapolca, 1885. július 21. – Budapest, Erzsébetváros, 1963. január 8.) színésznő.

## Életútja
Bacsányi Gyula asztalosmester és Löbl Mária Janka leánya. 1906-ban lépett először színpadra vidéken, majd 1908-09-ben Krémer Sándornál játszott. 1910–11-ben Budán és Temesvárott, 1911–12-ben Győrött, 1912–13-ban Munkácson lépett fel. 1913-ban visszatért Temesvárral, majd 1920–22-ben Miskolcon szerepelt, 1923-ban pedig Forgács Rózsi Kamaraszínházában. 1922-től 1926-ig a Renaissance Színház, 1925–26-ban a Belvárosi Színház tagja volt. 1928-ban került a Nemzeti Színházhoz, ahol színésznő és súgó is volt, majd 1938-tól 1941-ig a Magyar Színház művésze volt. 1942-ben és 1944-ben fellépett a Madách, 1944-ben a Vidám Színházban. 1945-ben a Szentiványi Béla által rendezett vidéki misztériumjátékokon láthatta a közönség.
1904. szeptember 27-én Tapolcán házasságot kötött Magasházy János színésszel, akitől 1914-ben elvált, Második férje bözödi Ádám Béla székesfővárosi anyakönyvvezetőhelyettes volt, akivel 1923. június 28-án léptek házasságra Budapesten, a Józsefvárosban. Utolsó férje dr. Gruber Alajos (Lebény, 1894. június 10. − Budapest, 1963. február 10.) gyógyszerész, 1949-ben esküdtek meg.

## Fontosabb színházi szerepei
- Zsombolyiné (Földes I.: Terike)
- Török néni (Móricz Zsigmond: Légy jó mindhalálig)
- Berte (Jean de Létraz(wd): Túlvilági feleség)
- Csikósné (Kádár Lajos – Solymosi István: Ártatlanok)

## Filmszerepei
- Terike (1927)
- Földindulás (1939) – Piókás szüle
- Halálos tavasz (1939) – Juli, házvezetőnő a birtokon
- Dr. Kovács István (1941) – Balog Sándorné Örzse, Ágnes édesanyja
- A harmincadik... (1942)
- Szerető fia, Péter (1942) – Sós Juliska anyja